# Blair Waldorf

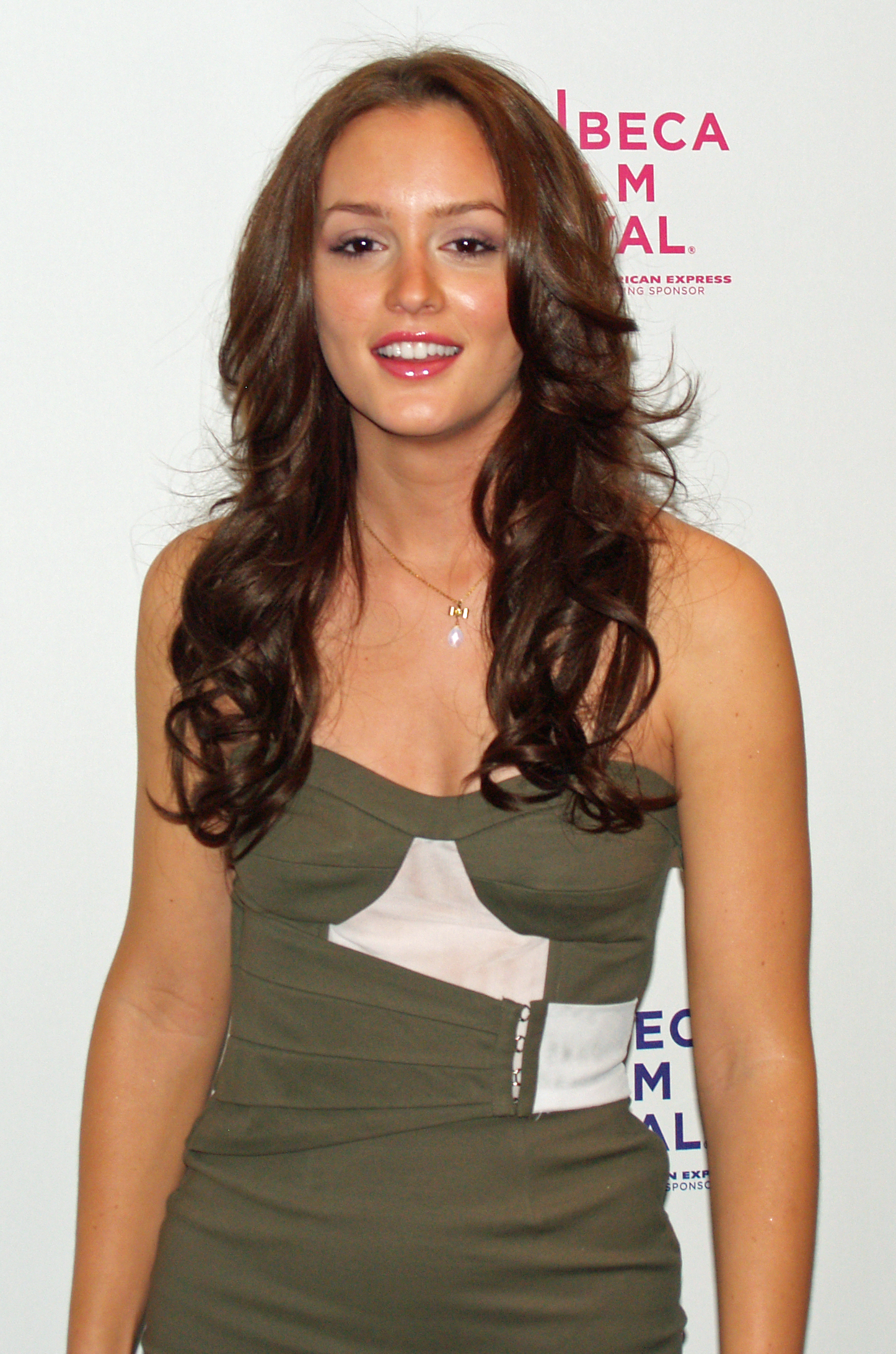
Leighton Meester, actriu que interpreta el personatge.

Blair Cornelia Waldorf (24 de novembre del 1990) àlies "Queen B", és un dels personatges principals de la sèrie de llibres Gossip Girl de Cecily von Ziegesar, presentada en la primera novel·la de la sèrie, que després va derivar a l'adaptació per la televisió, homònima. El llibre la descriu com una noia d'1,65 metres d'alçada, esvelta i d'ulls marrons.
Blair, de qui les seves accions i relacions són freqüentment seguides per la misteriosa Gossip Girl, és una jove privilegiada nascuda a la classe alta, en el Upper East Side de Manhattan.
El personatge de televisió, interpretat per Leighton Meester, ha guanyat un alt grau de notabilitat pel seu guarda-roba. Com a resultat, ha rebut una cobertura de la premsa a la vida real i el reconeixement de diverses revistes de moda.
Tant l'autora com l'actriu que la interpreta obertament han comentat les motivacions del personatge. D'acord amb Meester, alguns dels problemes de Blair són les seves inseguretats relacionades amb el seu status social. Això és parcialment debut a cert grau de gelosia que ella sent cap a la seva amiga i ocasional rival, Serena. En algunes ocasions, aquestes inseguretats creen el que von Ziegesar marca com a "debilitats i complexos", que contribueixen al desenvolupament del personatge. Una de les qüestions més notables en Blair és que aparenta ser una persona snob. Això no obstant, va ser sorgit que això és un producte dels seus intents per mantenir la seva prominència social, i no representa la totalitat de la seva personalitat. Segons el punt de vista de Meester, la veritable Blair és una "bona noia" que posseeix un centre més sensible i afable.